# Szabadkai Friss Újság
Szabadkai Friss Újság (срп. Суботичке свеже вести) биле су дневне новине на мађарском језику. Први број изашао је 2. марта 1901. године, са циљем да послужи као извор информација за Мађаре и становништво које је говорило мађарски језик у Бачко-бодрошкој жупанији у оквиру Краљевине Угарске у Аустроугарској. Објављивана је у Суботици. Његов главни уредник био је Бела Пуштај. Новине су укинуте 1921. године.

## Екстерне референце
- Kosztolányi Dezső emlékoldal - Bácskai lapok.1 Sajtótörténeti háttér a Forrásjegyzék 2. kötetéhez
- Születésnapi Újság, születésnapi újságok, régi újság minta ajándék ...
- Szabadka városfejlődése 1700 és 1910 között
- LÉTÜNK - TÁRSADALOM, TUDOMÁNY, KULTÚRA, 2002.1-2